# Fusarium sublunatum
Fusarium sublunatum är en svampart. Fusarium sublunatum ingår i släktet Fusarium och familjen Nectriaceae.

## Underarter
Arten delas in i följande underarter:
- elongatum
- sublunatum